# 1796
Il 1796 (MDCCXCVI in numeri romani) è un anno bisestile del XVIII secolo.

## Eventi
- 1-15 febbraio: Una serie di oltre trenta scosse di terremoto colpisce la città di Arezzo.
- 15 febbraio – Secondo la tradizione cattolica, in questa data si verifica il miracolo della Madonna del Conforto ad Arezzo.
- 2 marzo – Napoleone Bonaparte viene nominato dal Direttorio Comandante in capo dell'Armata d'Italia, il comando dell'armata dell'interno passa al generale Hetry.
- 9 marzo – Napoleone sposa, civilmente, Giuseppina vedova Beauharnais.
- 10 aprile – Ha inizio la Prima campagna d'Italia.
- 12 aprile – Battaglia di Montenotte: Truppe francesi battono quelle austriache.
- 13 - 14 aprile – Battaglia di Millesimo: Le truppe francesi dell'Armata d'Italia sconfiggono quelle austro-sabaude.
- 14-15 aprile – Battaglia di Dego: Le truppe francesi dell'Armata d'Italia sconfiggono ancora una volta quelle austro-sabaude.
- 21 aprile – Battaglia di Mondovì: Le truppe francesi dell'Armata d'Italia, comandate dal generale Napoleone Bonaparte, sconfiggono definitivamente le truppe del Regno di Sardegna.
- 28 aprile – Regno di Sardegna e Francia firmano l'Armistizio di Cherasco.
- 9 maggio – Viene firmato l'armistizio tra Francia e Ducato di Parma.
- 10 maggio – Battaglia di Lodi: Truppe francesi sconfiggono quelle austriache a Lodi.
- 15 maggio – Truppe francesi entrano a Milano. Verrà costituita la Repubblica Transpadana in luogo dell'ex Ducato.
- 15 maggio – Trattato di Parigi: Il Regno di Sardegna cede alla Francia la Savoia e il Nizzardo.
- 17 maggio – Viene firmato l'armistizio tra Ducato di Modena e Francia.
- 20 maggio – L'Austria denuncia l'armistizio del Reno e riprende le operazioni militari contro la Francia.
- 24-25 maggio – Eccidio e incendio di Binasco per rappresaglia da parte delle truppe napoleoniche, circa 200 vittime.
- 4 giugno – Battaglia di Altenkirchen: Il generale francese Kléber sconfigge gli austriaci ad Altenkirchen.
- 5 giugno – Viene firmato l'armistizio tra Francia e Regno di Napoli.
- 12 giugno – Truppe francesi invadono lo Stato Pontificio.
- 23 giugno – Armistizio di Bologna tra lo Stato Pontificio e la Francia. L'Emilia-Romagna pontificia è occupata da truppe francesi.
- 4 luglio – Truppe francesi sconfiggono gli austriaci a Rastadt.
- 9 luglio – Truppe inglesi occupano l'isola d'Elba.
- 16 luglio – Truppe francesi entrano a Francoforte sul Meno.
- 18 luglio – Truppe francesi entrano a Stoccarda.
- 22 luglio – Periti della Connecticut Land Company battezzano un'area dell'Ohio come Cleveland, in onore del Generale Moses Cleaveland, sovraintendente del gruppo.
- 3-4 agosto – Battaglia di Lonato: Truppe francesi sconfiggono quelle austriache.
- 5 agosto – Battaglia di Castiglione: Le forze francesi del giovane generale Napoleone Bonaparte sconfiggono quelle austriache del feldmaresciallo Dagobert von Würmser nel corso della prima campagna d'Italia durante la guerra della Prima coalizione.
- 11 agosto – Truppe francesi entrano a Norimberga.
- 16 agosto – Trattato di Pace fra Francia e Ducato del Württemberg che cede alla prima i propri territori sulla riva sinistra del Reno.
- 19 agosto – Viene firmato il Trattato di San Ildefonso tra Francia e Spagna. I termini dell'accordo prevedevano l'alleanza tra i due paesi e la combinazione delle loro forze contro la Gran Bretagna.
- 26 agosto – Viene proclamata la Repubblica Reggiana.
- 4 settembre – Battaglia di Rovereto: Le truppe francesi dell'Armata d'Italia, condotte da Napoleone Bonaparte, sbaragliano le forze austriache del generale Davidovich.
- 8 settembre – Battaglia di Bassano: Truppe francesi sconfiggono quelle austriache a Bassano.
- 19 settembre – Carlo, arciduca d'Austria e duca di Teschen sconfigge ad Altenkirken il generale francese Jourdan, costringendolo a riattraversare il Reno.
- 4 ottobre – La Francia denuncia l'armistizio del 17 maggio 1796 e occupa il Ducato di Modena.
- 5 ottobre – La Spagna dichiara guerra alla Gran Bretagna.
- 15 ottobre – Nuovo governo civile a Milano.
- 16 ottobre – Le città di Bologna, Ferrara, Modena e Reggio Emilia si uniscono nella Repubblica Cispadana.
- 16 ottobre – Muore Vittorio Amedeo III di Savoia e il figlio Carlo Emanuele diventa Re di Sardegna.
- 6 novembre – Seconda battaglia di Bassano: Truppe austriache sconfiggono quelle francesi a Bassano.
- 7 novembre – Muore la zarina Caterina II di Russia, le succede Paolo I.
- 12 novembre – Battaglia di Caldiero: Truppe austriache sconfiggono quelle francesi a Caldiero.
- 15-17 novembre – Battaglia del ponte di Arcole: Truppe francesi sconfiggono quelle austriache presso il comune veronese di Arcole.
- 30 novembre – Il Granducato di Toscana abolisce la pena di morte.
- 27 dicembre – Si apre a Reggio Emilia il Congresso Cispadano nel quale viene adottato il tricolore come bandiera nazionale della Repubblica Cispadana.
- Edward Jenner scopre il vaccino contro il vaiolo.
- L'esploratore scozzese James Bruce acquista il Codice Bruce a Tebe, in Egitto.
- Invenzione della Litografia da parte di Alois Senefelder.

## Nati
Ci sono circa 270 voci su persone nate nel 1796; vedi la pagina Nati nel 1796 per un elenco descrittivo o la categoria Nati nel 1796 per un indice alfabetico.

## Morti

### Gennaio
- 1º gennaio - Alexandre-Théophile Vandermonde, matematico francese (n. 1735)
- 5 gennaio - Samuel Huntington, politico statunitense (n. 1731)
- 5 gennaio - Anna Barbara Reinhart, matematica svizzera (n. 1730)
- 6 gennaio - Erik Laxmann, esploratore svedese (n. 1737)
- 7 gennaio - Giovanni Battista Bernero, scultore italiano (n. 1736)
- 9 gennaio - Giuseppe Avossa, compositore italiano (n. 1708)
- 12 gennaio - Antonio Marinetti, pittore italiano (n. 1719)
- 29 gennaio - Bernardino da Ucria, botanico italiano (n. 1739)

### Febbraio
- 8 febbraio - Urbano Barberini Colonna di Sciarra, VI principe di Carbognano, nobile italiano (n. 1733)
- 8 febbraio - John Sibthorp, botanico britannico (n. 1758)
- 10 febbraio - Giuseppe Maria Sisto y Britto, vescovo cattolico italiano (n. 1718)
- 17 febbraio - William Chambers, architetto britannico (n. 1723)
- 17 febbraio - James Macpherson, poeta scozzese (n. 1736)
- 21 febbraio - Etienne Scio, compositore e violinista francese (n. 1766)
- 25 febbraio - Giovanni Battista Borghi, compositore italiano (n. 1738)
- 25 febbraio - Jean Nicolas Stofflet, generale francese (n. 1753)
- 29 febbraio - Ernst Wilhelm Stibolt, ingegnere e militare danese (n. 1741)

### Marzo
- 1º marzo - Carl Fredrik Adelcrantz, architetto svedese (n. 1716)
- 3 marzo - Pierre-René Rogue, presbitero francese (n. 1758)
- 5 marzo - Cipriano Gnesotti, religioso e storico italiano (n. 1717)
- 6 marzo - Guillaume-Thomas François Raynal, scrittore francese (n. 1713)
- 7 marzo - Paul Chevallier, teologo olandese (n. 1722)
- 9 marzo - Giuseppe Angelo Maria Carron di San Tommaso, militare e politico italiano (n. 1718)
- 15 marzo - Stephen Storace, compositore inglese (n. 1762)
- 18 marzo - Carlo Guasco di Castelletto, nobile, storico e scrittore italiano (n. 1724)
- 22 marzo - Gaspare Gabellone, compositore italiano (n. 1727)
- 23 marzo - Johann Wilhelm Beyer, scultore e pittore tedesco (n. 1725)
- 24 marzo - Antonio Caballero y Góngora, arcivescovo cattolico spagnolo (n. 1723)
- 29 marzo - François de Charette, generale e politico francese (n. 1763)
- 29 marzo - Girolamo Ortis,  italiano (n. 1773)
- 29 marzo - Pavel Sergeevič Potëmkin, generale russo (n. 1743)
- 30 marzo - Augusta Guglielmina d'Assia-Darmstadt, nobildonna (n. 1765)
- 30 marzo - Nicola Colonna di Stigliano, cardinale italiano (n. 1730)

### Aprile
- 6 aprile - George Campbell, filosofo e teologo britannico (n. 1719)
- 6 aprile - Sebastiano Paoli, medico e enciclopedista italiano (n. 1720)
- 9 aprile - Felipe Scío Riaza, vescovo cattolico spagnolo (n. 1738)
- 9 aprile - Federico Alberto di Anhalt-Bernburg, principe tedesco (n. 1735)
- 12 aprile - Philibos Boutros El Gemayel, patriarca cattolico libanese
- 13 aprile - Pierre Banel, generale francese (n. 1766)
- 13 aprile - Filippo del Carretto, militare italiano (n. 1758)
- 14 aprile - Francesco Chiarottini, pittore, architetto e incisore italiano (n. 1748)
- 19 aprile - Giovanni Del Gaizo, ingegnere e architetto italiano (n. 1715)
- 20 aprile - Giacomo Carrara, storico dell'arte italiano (n. 1714)
- 22 aprile - Carolina Ernestina di Erbach-Schönberg, nobile tedesca (n. 1727)
- 23 aprile - Giovanni Battista De Rolandis, patriota italiano (n. 1774)
- 23 aprile - Theodor Gottlieb von Hippel, scrittore tedesco (n. 1741)
- 26 aprile - Paul Dietrich Giseke, botanico e medico tedesco (n. 1741)
- 28 aprile - Angelo Maria Durini, cardinale italiano (n. 1725)
- 28 aprile - Francesco Longano, filosofo e saggista italiano (n. 1728)
- 28 aprile - Henri Christian Michel Stengel, generale francese (n. 1744)
- 30 aprile - Francesca Korwin-Krasińska, nobildonna polacca (n. 1742)

### Maggio
- 5 maggio - Alexandre Marie Léonor de Saint-Mauris de Montbarrey, politico e nobile francese (n. 1732)
- 6 maggio - Johann Carl Gehler, mineralogista e anatomista tedesco (n. 1732)
- 6 maggio - Adolph Knigge,  tedesco (n. 1752)
- 8 maggio - Amédée Emmanuel François Laharpe, generale francese (n. 1754)
- 12 maggio - Johann Peter Uz, poeta tedesco (n. 1720)
- 16 maggio - Vittorio Maria Baldassare Gaetano Costa d'Arignano, cardinale e arcivescovo cattolico italiano (n. 1737)
- 17 maggio - Fëdor Grigor'evič Orlov, militare e politico russo (n. 1741)
- 24 maggio - Ange-Mathieu Bonelli, politico e militare italiano (n. 1728)
- 26 maggio - Francesco Maria Banditi, cardinale e arcivescovo cattolico italiano (n. 1706)
- 28 maggio - Gothards Frīdrihs Stenders, scrittore lettone (n. 1714)
- 28 maggio - Carolina di Stolberg-Gedern, nobildonna tedesca (n. 1732)

### Giugno
- 7 giugno - Elisabetta Caminer, scrittrice e editrice italiana (n. 1751)
- 7 giugno - Giovanni XVIII di Alessandria, vescovo cristiano orientale egiziano
- 8 giugno - Collot d'Herbois, attore teatrale, drammaturgo e politico francese (n. 1749)
- 8 giugno - Felice Giardini, violinista e compositore italiano (n. 1716)
- 8 giugno - Ignaz Umlauf, compositore austriaco (n. 1746)
- 9 giugno - José María Álvarez de Toledo, duca (n. 1756)
- 14 giugno - Carlo Alberto II di Hohenlohe-Waldenburg-Schillingsfürst, principe tedesco (n. 1742)
- 16 giugno - Carlo di Sassonia, nobile (n. 1733)
- 21 giugno - Richard Gridley, militare statunitense (n. 1710)
- 24 giugno - Giuseppe Maria di Fürstenberg, principe (n. 1758)
- 28 giugno - Antonio Maria Lorgna, matematico e ingegnere italiano (n. 1735)

### Luglio
- 8 luglio - Adam Naruszewicz, vescovo cattolico, storico e poeta polacco (n. 1733)
- 15 luglio - Domenico Lorenzo Ponziani, giurista, scacchista e presbitero italiano (n. 1719)
- 20 luglio - John Houstoun, politico statunitense (n. 1744)
- 21 luglio - Robert Burns, poeta e compositore scozzese (n. 1759)
- 21 luglio - Philip Carteret, ammiraglio e esploratore inglese (n. 1733)

### Agosto
- 5 agosto - Martial Beyrand, generale francese (n. 1768)
- 6 agosto - Cirillo VII Siage, vescovo cattolico e patriarca cattolico ottomano
- 8 agosto - Franz Anton Maulbertsch, pittore e incisore tedesco (n. 1724)
- 10 agosto - Federico Guglielmo di Hohenlohe-Kirchberg, generale austriaco (n. 1732)
- 16 agosto - Marcantonio Colonna, militare e politico italiano (n. 1724)
- 23 agosto - Pasquale Amati, storiografo italiano (n. 1726)
- 28 agosto - Giovanni Battista Mengardi, pittore e restauratore italiano (n. 1738)
- 31 agosto - John McKinly, politico irlandese (n. 1721)

### Settembre
- 1º settembre - David Murray, II conte di Mansfield, politico britannico (n. 1727)
- 3 settembre - Louis Jean-Jacques Durameau, pittore francese (n. 1733)
- 6 settembre - Antonio Turra, botanico e medico italiano (n. 1730)
- 20 settembre - Juan José Delhuyar, chimico e mineralogista spagnolo (n. 1754)
- 21 settembre - François-Séverin Marceau, generale francese (n. 1769)
- 22 settembre - Joseph Lederer, compositore tedesco (n. 1733)
- 24 settembre - Giuseppe Santini, abate e matematico italiano (n. 1735)
- 27 settembre - Emanuele Maria Pignone del Carretto, vescovo cattolico e teologo italiano (n. 1721)

### Ottobre
- 4 ottobre - Andrea Rivasi, patriota italiano (n. 1758)
- 7 ottobre - Thomas Reid, filosofo scozzese (n. 1710)
- 7 ottobre - Thomas Johann Kaspar von Thun und Hohenstein, vescovo cattolico tedesco (n. 1737)
- 10 ottobre - Giuliana Maria di Brunswick-Lüneburg, regina (n. 1724)
- 16 ottobre - Giambattista Brustolon, incisore italiano (n. 1718)
- 16 ottobre - Vittorio Amedeo III di Savoia, re (n. 1726)
- 25 ottobre - Frederik Michael Krabbe, ingegnere e militare danese (n. 1725)
- 29 ottobre - Charles Lynch, ufficiale statunitense (n. 1736)
- 30 ottobre - Archibald Montgomerie, XI conte di Eglinton, nobile, militare e politico scozzese (n. 1726)

### Novembre
- 3 novembre - Domenico Caminer, scrittore, giornalista e editore italiano (n. 1731)
- 6 novembre - Nathan Brownson, medico e politico statunitense (n. 1742)
- 11 novembre - Giambattista Vasco, economista, teologo e abate italiano (n. 1733)
- 14 novembre - Fëdor Jur'evič Frejman, generale russo (n. 1725)
- 14 novembre - Francesco Orsini von Rosenberg, diplomatico e politico austriaco (n. 1723)
- 17 novembre - Caterina II di Russia,  russa (n. 1729)
- 19 novembre - Thomas Thynne, I marchese di Bath, politico inglese (n. 1734)
- 24 novembre - Nicolò Antonio Giustinian, vescovo cattolico italiano (n. 1712)

### Dicembre
- 2 dicembre - Jean Charles Abbatucci, generale francese (n. 1771)
- 8 dicembre - Pëtr Rumjancev-Zadunajskij, generale russo (n. 1725)
- 11 dicembre - Johann Daniel Titius, astronomo tedesco (n. 1729)
- 15 dicembre - Anthony Wayne, generale statunitense (n. 1745)
- 18 dicembre - Giacinto Rossi, organaro italiano (n. 1724)
- 20 dicembre - Johann Georg Krünitz, enciclopedista tedesco (n. 1728)
- 23 dicembre - Joseph Melling, pittore francese (n. 1724)
- 27 dicembre - Jean-Baptiste Nicolet, attore teatrale e direttore teatrale francese (n. 1728)
- 28 dicembre - Luigi di Prussia, generale prussiano (n. 1773)
- 30 dicembre - Jean-Baptiste Moyne, compositore francese (n. 1751)
- 30 dicembre - Angelo Querini, politico italiano (n. 1721)

### Senza giorno specificato
- Pedru Pisurzi, poeta e religioso italiano (n. 1707)
- Uthumphon, sovrano siamese
- David Allan, pittore scozzese (n. 1744)
- Michel de Beaupuy, generale francese (n. 1757)
- Pietro Bonvicini, architetto svizzero (n. 1741)
- Niccolò Carletti, architetto, matematico e topografo italiano (n. 1723)
- Giuseppe Cignaroli, pittore italiano (n. 1726)
- Caterina Gabrielli, soprano italiano (n. 1730)
- Giacomo Gradenigo, politico e militare italiano (n. 1721)
- Katsuma Ryūsui, pittore e incisore giapponese (n. 1711)
- Massimiliano Lodron, presbitero italiano (n. 1727)
- John Frederick Miller, naturalista e illustratore inglese (n. 1759)
- Jaques Paul, artigiano svizzero (n. 1733)
- Paolo Persico, scultore italiano (n. 1729)
- Gavriil Loginovič Pribylov, navigatore russo
- Giuseppe Ignazio Pruchmayer, orafo italiano (n. 1722)
- Gaetano Rappini, ingegnere italiano (n. 1734)
- Friedrich Wilhelm Rust, compositore, pianista e violinista tedesco (n. 1739)
- Antonio Maria Serristori, politico italiano (n. 1711)
- Shahrokh di Persia, sovrano persiano (n. 1730)

## Calendario
| Calendario 1796 | Calendario 1796 | Calendario 1796 | Calendario 1796 | Calendario 1796 | Calendario 1796 | Calendario 1796 | Calendario 1796 | Calendario 1796 | Calendario 1796 | Calendario 1796 | Calendario 1796 | Calendario 1796 | Calendario 1796 | Calendario 1796 | Calendario 1796 | Calendario 1796 | Calendario 1796 | Calendario 1796 | Calendario 1796 | Calendario 1796 | Calendario 1796 | Calendario 1796 | Calendario 1796 | Calendario 1796 | Calendario 1796 | Calendario 1796 | Calendario 1796 | Calendario 1796 | Calendario 1796 | Calendario 1796 | Calendario 1796 | Calendario 1796 |
| --------------- | --------------- | --------------- | --------------- | --------------- | --------------- | --------------- | --------------- | --------------- | --------------- | --------------- | --------------- | --------------- | --------------- | --------------- | --------------- | --------------- | --------------- | --------------- | --------------- | --------------- | --------------- | --------------- | --------------- | --------------- | --------------- | --------------- | --------------- | --------------- | --------------- | --------------- | --------------- | --------------- |
|                 | 1               | 2               | 3               | 4               | 5               | 6               | 7               | 8               | 9               | 10              | 11              | 12              | 13              | 14              | 15              | 16              | 17              | 18              | 19              | 20              | 21              | 22              | 23              | 24              | 25              | 26              | 27              | 28              | 29              | 30              | 31              |                 |
| Gennaio         | Ve              | Sa              | Do              | Lu              | Ma              | Me              | Gi              | Ve              | Sa              | Do              | Lu              | Ma              | Me              | Gi              | Ve              | Sa              | Do              | Lu              | Ma              | Me              | Gi              | Ve              | Sa              | Do              | Lu              | Ma              | Me              | Gi              | Ve              | Sa              | Do              |                 |
| Febbraio        | Lu              | Ma              | Me              | Gi              | Ve              | Sa              | Do              | Lu              | Ma              | Me              | Gi              | Ve              | Sa              | Do              | Lu              | Ma              | Me              | Gi              | Ve              | Sa              | Do              | Lu              | Ma              | Me              | Gi              | Ve              | Sa              | Do              | Lu              |                 |                 |                 |
| Marzo           | Ma              | Me              | Gi              | Ve              | Sa              | Do              | Lu              | Ma              | Me              | Gi              | Ve              | Sa              | Do              | Lu              | Ma              | Me              | Gi              | Ve              | Sa              | Do              | Lu              | Ma              | Me              | Gi              | Ve              | Sa              | Do              | Lu              | Ma              | Me              | Gi              |                 |
| Aprile          | Ve              | Sa              | Do              | Lu              | Ma              | Me              | Gi              | Ve              | Sa              | Do              | Lu              | Ma              | Me              | Gi              | Ve              | Sa              | Do              | Lu              | Ma              | Me              | Gi              | Ve              | Sa              | Do              | Lu              | Ma              | Me              | Gi              | Ve              | Sa              |                 |                 |
| Maggio          | Do              | Lu              | Ma              | Me              | Gi              | Ve              | Sa              | Do              | Lu              | Ma              | Me              | Gi              | Ve              | Sa              | Do              | Lu              | Ma              | Me              | Gi              | Ve              | Sa              | Do              | Lu              | Ma              | Me              | Gi              | Ve              | Sa              | Do              | Lu              | Ma              |                 |
| Giugno          | Me              | Gi              | Ve              | Sa              | Do              | Lu              | Ma              | Me              | Gi              | Ve              | Sa              | Do              | Lu              | Ma              | Me              | Gi              | Ve              | Sa              | Do              | Lu              | Ma              | Me              | Gi              | Ve              | Sa              | Do              | Lu              | Ma              | Me              | Gi              |                 |                 |
| Luglio          | Ve              | Sa              | Do              | Lu              | Ma              | Me              | Gi              | Ve              | Sa              | Do              | Lu              | Ma              | Me              | Gi              | Ve              | Sa              | Do              | Lu              | Ma              | Me              | Gi              | Ve              | Sa              | Do              | Lu              | Ma              | Me              | Gi              | Ve              | Sa              | Do              |                 |
| Agosto          | Lu              | Ma              | Me              | Gi              | Ve              | Sa              | Do              | Lu              | Ma              | Me              | Gi              | Ve              | Sa              | Do              | Lu              | Ma              | Me              | Gi              | Ve              | Sa              | Do              | Lu              | Ma              | Me              | Gi              | Ve              | Sa              | Do              | Lu              | Ma              | Me              |                 |
| Settembre       | Gi              | Ve              | Sa              | Do              | Lu              | Ma              | Me              | Gi              | Ve              | Sa              | Do              | Lu              | Ma              | Me              | Gi              | Ve              | Sa              | Do              | Lu              | Ma              | Me              | Gi              | Ve              | Sa              | Do              | Lu              | Ma              | Me              | Gi              | Ve              |                 |                 |
| Ottobre         | Sa              | Do              | Lu              | Ma              | Me              | Gi              | Ve              | Sa              | Do              | Lu              | Ma              | Me              | Gi              | Ve              | Sa              | Do              | Lu              | Ma              | Me              | Gi              | Ve              | Sa              | Do              | Lu              | Ma              | Me              | Gi              | Ve              | Sa              | Do              | Lu              |                 |
| Novembre        | Ma              | Me              | Gi              | Ve              | Sa              | Do              | Lu              | Ma              | Me              | Gi              | Ve              | Sa              | Do              | Lu              | Ma              | Me              | Gi              | Ve              | Sa              | Do              | Lu              | Ma              | Me              | Gi              | Ve              | Sa              | Do              | Lu              | Ma              | Me              |                 |                 |
| Dicembre        | Gi              | Ve              | Sa              | Do              | Lu              | Ma              | Me              | Gi              | Ve              | Sa              | Do              | Lu              | Ma              | Me              | Gi              | Ve              | Sa              | Do              | Lu              | Ma              | Me              | Gi              | Ve              | Sa              | Do              | Lu              | Ma              | Me              | Gi              | Ve              | Sa              |                 |